# 기하화 추측
위상수학에서 기하화 추측(幾何化推測, 영어: geometrization conjecture)은 모든 콤팩트한 3차원 다양체의 부분 다양체가 각각 기초적인 기하학적 구조들 중 하나로 해석된다는 정리이다. 이는 2차원 다양체에 대한 앙리 푸앵카레의 균일화 정리에 대응하며, 또한 푸앵카레 추측을 포함하는 서스턴의 타원화 추측의 모든 3차원 다양체에 대한 일반화이다.

## 정의
{\displaystyle M}이 (경계가 없는) 콤팩트 연결 다양체라고 하자. (3차원 이하에서는 매끄러운 다양체와 위상다양체의 개념이 일치한다.) 연결합으로 분해될 수 없는 3차원 콤팩트 연결 다양체를 소 3차원 다양체(영어: prime 3-manifold)라고 한다. 모든 콤팩트 연결 3차원 다양체는 소 다양체로 유일하게 분해될 수 있다.
기하화 추측에 따르면, 모든 콤팩트 연결 소 3차원 유향 다양체 {\displaystyle M}은 다음과 같은 성질을 만족시키는, 유한한 수의 조각들로 분해될 수 있다.
- 각 조각은 8가지의 서스턴 기하 가운데 하나를 기하 구조로 가지며, 서스턴 기하로서 유한한 부피를 가진다.
- 각 조각들 사이의 경계는 2차원 원환면이다.

비가향 콤팩트 3차원 다양체의 경우, 그 유향 2중 피복 공간을 취하여 마찬가지로 분류할 수 있다.

## 서스턴 기하
모형 기하(模型幾何, 영어: model geometry) {\displaystyle (M,G,\cdot )}는 다음과 같은 데이터로 구성되는 튜플이다.
- {\displaystyle M}은 연결 단일 연결 매끄러운 다양체이다.
- {\displaystyle G}는 리 군이다.
- {\displaystyle \cdot \colon G\times M\to M}는 {\displaystyle G}의 {\displaystyle M} 위의 매끄러운 추이적 작용이며, 그 안정자군은 콤팩트 리 군이다.

주어진 다양체 {\displaystyle M} 위의 모형 기하 {\displaystyle (M,G,\phi )}들은 {\displaystyle G}의 포함 관계에 따라 부분 순서를 가지며, 이 포함 관계에 대하여 항상 극대 원소가 존재한다. 이러한 모형 기하를 극대 모형 기하(영어: maximal model geometry)라고 한다.
다양체 {\displaystyle M} 위의 기하 구조(幾何構造, 영어: geometric structure) {\displaystyle (M,X,G,\cdot ,\Gamma ,\phi )}는 다음과 같은 데이터로 구성되는 튜플이다.
- {\displaystyle M}은 다양체이다.
- {\displaystyle (X,G,\cdot )}는 극대 모형 기하이다.
- {\displaystyle \Gamma }는 {\displaystyle G}의 이산 부분군이며, {\displaystyle \cdot |_{\Gamma }}는 {\displaystyle X} 위에 자유 작용을 이룬다.
- {\displaystyle \phi \colon M\to X/\Gamma }는 미분동형사상이다.

서스턴 기하(Thurston幾何, 영어: Thurston geometry)는 그 대칭군 {\displaystyle G} 및 작용의 안정자군이 다음과 같은 8개 목록 가운데 하나인 극대 모형 기하이다.
| 이름                                     | 리 군 | 안정자군                                                                  |
| ---------------------------------------- | --- | ------------------------------------------------------------------------- |
| 초구 기하(영어: spherical geometry)      | {\displaystyle \operatorname {O} (4,\mathbb {R} )}                                                                               | {\displaystyle \operatorname {O} (3,\mathbb {R} )}                        |
| 유클리드 기하(영어: Euclidean geometry)  | 유클리드 군 {\displaystyle \mathbb {R} ^{3}\rtimes \operatorname {O} (3;\mathbb {R} )}                                           | {\displaystyle \operatorname {O} (3;\mathbb {R} )}                        |
| 쌍곡공간 기하(영어: hyperbolic geometry) | 로런츠 군 {\displaystyle \operatorname {O} ^{+}(1,3;\mathbb {R} )}                                                               | {\displaystyle \operatorname {O} (3;\mathbb {R} )}                        |
| 구면 기둥 기하                           | {\displaystyle \operatorname {O} (3;\mathbb {R} )\times \mathbb {R} \times (\mathbb {Z} /2)}                                     | {\displaystyle \operatorname {O} (2;\mathbb {R} )\times (\mathbb {Z} /2)} |
| 쌍곡 기둥 기하                           | {\displaystyle \operatorname {O} ^{+}(1,2;\mathbb {R} )\times \mathbb {R} \times (\mathbb {Z} /2)}                               | {\displaystyle \operatorname {O} (2,\mathbb {R} )\times (\mathbb {Z} /2)} |
| SL(2,R) 기하                             | {\displaystyle (\mathbb {R} \times \operatorname {\widetilde {SL}} (2;\mathbb {R} ))/\mathbb {Z} }의 2겹 피복군                  | {\displaystyle \operatorname {O} (2;\mathbb {R} )}                        |
| 영기하(영어: nil geometry)               | {\displaystyle \operatorname {H} (3;\mathbb {R} )\rtimes \operatorname {O} (2;\mathbb {R} )} (하이젠베르크 군과 원군의 반직접곱) | {\displaystyle \operatorname {O} (2;\mathbb {R} )}                        |
| 해기하(영어: solv geometry)              | 2차원 푸앵카레 군 {\displaystyle \mathbb {R} ^{2}\rtimes \operatorname {O} (1,1)}의 2겹 피복군                                   | {\displaystyle \operatorname {Dih} (8)} (8개의 원소의 정이면체군)         |

## 역사
이 추측은 윌리엄 서스턴의 1982년 논문에서 제기되었다. 서스턴은 자신의 추측을 쌍곡 기하학을 갖는 하켄 다양체(H3)에 한정해 증명한 공로로 필즈상을 받았다. 흔히 푸앵카레 추측의 증명으로 알려진 그리고리 페렐만의 2003년 논문과 보충 논문은 실제로 기하화 추측 전반을 증명하는데, 페렐만은 2차원의 리만 계량 텐서로 얻는 리치 흐름 텐서를 변형하였다. 이 방법은 리처드 S. 해밀턴이 1981년 논문에서 제기하고 1988년에 2차원에 적용하여 균일화 정리를 증명한 방식과 같았다.

## 참고 문헌
- Anderson, Michael T. (2004년 2월). “Geometrization of 3-manifolds  via the Ricci flow” (PDF). 《Notices of the American Mathematical Society》 (영어) 51 (2): 184–193. Zbl 1161.53350.
- Morgan, John W. (2005). “Recent progress on the Poincaré conjecture and the classification of 3-manifolds”. 《Bulletin of the American Mathematical Society》 (영어) 42 (1): 57–78. doi:10.1090/S0273-0979-04-01045-6. ISSN 0273-0979. MR 2115067. Zbl 1100.57016.
- Scott, G. Peter (1983). “The geometries of 3-manifolds” (PDF). 《Bulletin of the London Mathematical Society》 (영어) 15 (5): 401–487. doi:10.1112/blms/15.5.401. ISSN 0024-6093. Zbl 0561.57001.
- Bessières, L.; G. Besson; M. Boileau; S. Maillot; J. Porti (2010). 《Geometrisation of 3-manifolds》 (PDF). European Mathematical Society Tracts in Mathematics (영어) 13. European Mathematical Society. ISBN 978-3-03719-082-1. Zbl 1244.57003. 2011년 7월 17일에 원본 문서 (PDF)에서 보존된 문서. 2011년 2월 11일에 확인함.
- Morgan, John W.; Gang Tian (2014). 《The geometrization conjecture》. Clay Mathematics Monographs (영어) 5. American Mathematical Society. ISBN 978-0-8218-5201-9. Zbl 06304942.